# Metropolia Saint Boniface
Metropolia Saint Boniface – metropolia Kościoła rzymskokatolickiego w środkowej Kanadzie w prowincji Manitoba. Obejmuje metropolitalną archidiecezję Saint Boniface. Została ustanowiona 22 września 1871 roku.

## Diecezje
- Archidiecezja Saint Boniface